# آل قادري السفلى (ولد ربيع)

تعديل مصدري - تعديل

آل قادري السفلى هي إحدى قرى عزلة قيفه ال مهدي بمديرية ولد ربيع التابعة لمحافظة البيضاء، بلغ تعداد سكانها 461 نسمة حسب تعداد اليمن لعام 2004.